# Estádio 5 de Julho
O Estádio 5 de Julho é um estádio multiuso localizado na cidade de São Filipe, na ilha do Fogo no Cabo Verde. É atualmente usado principalmente para partidas de futebol. O estádio tem capacidade para 1000 pessoas.
Este estádio é como a sede de três dos principais clubes da ilha, o Académica do Fogo, Botafogo e Vulcânicos, e outras equipes que jogam na primeira e segunda divisão da sudoeste da ilha, especialmente Spartak d'Aguadinha, Brasilim e Nova Era.
Em 2014, o estádio foi usado novamente após obras de renovações com Polidesportivo Simão Mendes.